# 卡尼鎮區 (密蘇里州克萊縣)
卡尼鎮區（英語：Kearney Township）是位於美國密蘇里州克萊縣的一個行政鎮區。

## 地方資料
卡尼鎮區的面積為166.45平方千米，當中陸地面積為165.54平方千米，而水域面積為0.90平方千米。根據2020年美國人口普查的數據，當地共有人口16070人，而人口密度為每平方千米96.55人。